# Jean-Claude Dunyach
Jean-Claude Dunyach (Tolosa, 17 luglio 1957) è uno scrittore francese di fantascienza.

## Biografia
Laureato in Matematica applicata, Dunyach lavora come ingegnere all'Airbus France di Tolosa e scrive libri di fantascienza dagli anni ottanta. Ha scritto sette romanzi pubblicati e sei raccolte di racconti brevi.
Il romanzo Étoiles mortes gli aggiudicò il Premio Rosny aîné nel 1992 e il seguito Stelle morenti (Étoiles mourantes, 1999) - scritto in collaborazione con un altro maestro della fantascienza francese, Ayerdhal - ha vinto sia il Premio Tour Eiffel di fantascienza, sia il Premio Ozone.